# Google Now
 For alternative betydninger, se Now. (Se også artikler, som begynder med Now)
Google Now som er en personlig assistent man kan spørge hvordan vejret er i morgen eller hvem opfandt google eller hvad man nu ellers vil spørge om. Google Now tracker også ens pakker og viser fly tider. Google Now blev lanceret 27. juni 2012 af Google og fandtes i starten kun på engelsk, men nogle kommandoer findes nu også på dansk.

## Eksterne links
- Google Now